# Cząstka (singel)
Cząstka – singel polskiej piosenkarki, Sanah z jej EP Ja na imię niewidzialna mam. Wydawnictwo w formie digital download ukazało się 1 maja 2019 roku na kanale Sanah w serwisie YouTube. Tekst utworu został również napisany przez Sanah i Magdalenę Wójcik.
Muzykę stworzyli Sanah i Jakub Galiński.
Nagranie osiągnęło status poczwórnej platynowej płyty (2023).

## Twórcy
- Sanah, Magdalena Wójcik – tekst[1][4][2]
- Sanah, Jakub Galiński – muzyka[1][2]